# Brachiaria clavipila
Brachiaria clavipila är en gräsart som först beskrevs av Emilio Chiovenda, och fick sitt nu gällande namn av Robyns. Brachiaria clavipila ingår i släktet Brachiaria och familjen gräs.
Artens utbredningsområde är Kongo-Kinshasa. Inga underarter finns listade i Catalogue of Life.